# Трибологія
Триболо́гія (або трибо́ніка) (від грец. tribos — тертя) — наука про тертя, зношування, змащування та контактну взаємодію поверхонь твердих тіл при їх відносному русі.

## Загальний опис
Трибологія — наука, що досліджує процеси контактної взаємодії деформівних тіл. Областю трибологічних досліджень є зокрема процеси тертя і зношування. Розділ фізики, що вивчає процеси взаємодії твердих тіл при їх відносному переміщенні. Трибологія вивчає безпосередньо процеси тертя, а триботехніка — їх застосування у вузлах машин. В останні роки в триботехніці отримали розвиток нові розділи — трибохімія, трибофізика і трибомеханіка.
- Трибометрія — сукупність методів вимірювання сил зовнішнього тертя, коефіцієнта тертя, порогу зовнішнього тертя й визначення стійкості проти спрацювання.
- Трибомеханіка — розділ трибології, що вивчає механіку взаємодії контактуючих поверхонь при терті.
- Трибофізика — розділ трибології, що вивчає фізичні аспекти взаємодії контактуючих поверхонь при їх взаємному переміщенні.
- Прикладним розділом трибології, який охоплює розрахункові та інші методи конструювання, виготовлення, експлуатації, діагностування й ремонту трибоспряжень, є Триботехніка.
- Трибохімія — розділ механохімії i трибології, що вивчає хім. і фіз.-хім. перетворення речовин під впливом механічної енергії тертя.

## Поняття трибології
До загальних понять Трибології відносяться такі терміни:
- Зовнішнє тертя — явище опору відносному переміщенню, що виникає між двома тілами в зоні зіткнення поверхонь по дотичних до них, супроводжуване дисипацією енергії.
- Зношування — процес руйнування і відділяння матеріалу з поверхні твердого тіла.
- Знос — результат зношування, визначуваний у встановлених одиницях. Величина зносу може виражатися в одиницях довжини, об'єму, маси і ін.
- Зносостійкість — властивість матеріалу чинити опір зношуванню в певних умовах тертя. Вона оцінюється величиною зворотної швидкості зношування.
- Тертя спокою — тертя двох тіл при мікропереміщеннях до переходу до відносного руху.
- Тертя руху — тертя двох тіл, що знаходяться у відносному русі.
- Тертя ковзання — тертя руху двох твердих тіл, при якому швидкості тіл в точках торкання різні за величиною і напрямком.
- Тертя кочення — тертя руху двох твердих тіл, при якому їх швидкості в точках торкання однакові за величиною і напрямком.
- Сила тертя — сила опору при відносному переміщенні одного тіла по поверхні іншого під дією зовнішньої сили.
- Швидкість ковзання — різниця швидкостей тіл у точках торкання.
- Коефіцієнт тертя — відношення сили тертя двох тіл до нормальної сили, що притискує ці тіла одне до одного.
- Коефіцієнт зчеплення — відношення найбільшої сили тертя спокою двох тіл до нормальної сили, що притискує тіла одне до одного.

## Етапи розвитку
Основоположниками науки про тертя є Леонардо да Вінчі, який ще у 1519 році стверджував, що сила тертя, що виникає при контакті тіла з поверхнею іншого тіла, пропорційна навантаженню (силі притискування), спрямована проти напрямку руху і не залежить від площі контакту, Гільом Амонтон, який через 180 років встановив незалежність сили тертя від номінальної площі контакту, і Шарль Огюстен Кулон, котрий у 1781 році остаточно ввів поняття коефіцієнта тертя як відношення сили тертя до навантаження, надавши йому значення фізичної константи, що повністю визначає силу тертя для будь-якої пари матеріалів, які контактують в умовах тертя.
Етапи розвитку трибології пов'язані із створенням корабельної техніки, металообробної промисловості, залізничного транспорту, автомобільної промисловості, авіації і космонавтики. Процес розвитку трибології можна підрозділити на такі етапи:
1. вчення про тертя і зношування деталей машин;
2. конструктивні рішення питань тертя і зношування;
3. технологічні методи підвищення зносостійкості деталей;
4. експлуатаційні заходи щодо підвищення довговічності машин.